# Mühlberg
Mühlberg (česky doslovně Mlýnský vrch) je vrchol o nadmořské výšce 397 m na území města Neustadt in Sachsen (místní část Rückersdorf) v zemském okrese Saské Švýcarsko-Východní Krušné hory v Sasku.

## Charakteristika
Mühlberg je spočinkem sousedního Wachbergu. Leží v německé části Šluknovské pahorkatiny (Lausitzer Bergland) a její mesogeochoře Západní hornolužická vrchovina (Westliches Oberlausitzer Bergland). Geologické podloží tvoří dvojslídý hybridní granodiorit, který protíná žíla doleritu. Převládajícím půdním typem je podzolová kambizem, hojně jsou zastoupené též koluvizem a erodovaná parakambizem až pseudoglej. Vrch odvodňuje Rückersdorfský potok, a proto náleží k povodí Polenze, Labe a k úmoří Severního moře. Mühlberg pokrývají převážně zemědělsky využívané plochy. Přes západní svah vede cyklostezka.